# A Little Less Conversation
«A Little Less Conversation» (en español: «Un poco menos de conversación») es una canción escrita por Mac Davis y Billy Strange y grabada originalmente por Elvis Presley para la película Live a Little, Love a Little en 1968. Fue publicada como un sencillo por la disquera RCA Victor. En su publicación original alcanzó el lugar 69 en la lista Top 100 Billboard Singles. Fue grabada el 7 de marzo de 1968 en el estudio Western Recorders, en Hollywood, California. Esta sesión de grabación fue la primera en la que Presley trabajó con una orquesta en vivo en el estudio. 
En 2001 se produjo un remix con el tema que se convirtió en un éxito mundial alcanzando los primeros puestos en las listas de éxitos de varios países. 

## Lista de canciones
| Vinilo, 7", Promo |                              |                          |          |  |
| N.º               | Título                       | Escritor(es)             | Duración |  |
| 1.                | «A Little Less Conversation» | Billy Strange, Mac Davis | 2:00     |  |
| 2.                | «Almost In Love»             | Luiz Bonfá, Randy Starr  | 3:00     |  |

## Remakes y remezclas

### Versión de Junkie XL
En 2001 se incluyó la versión de Elvis, grabada en junio de 1968, en ese entonces para un programa especial de televisión, en la banda sonora de la película Ocean's Eleven y fue remezclada por Junkie XL sobre la base instrumental de la canción de 1968, en 2002 para una campaña publicitaria de Nike para la Copa Mundial de Fútbol.
Esta versión remezclada alcanzó el primer lugar en las listas de popularidad de más de 20 países. En ese entonces se encontraba en preparación ELV1S 30 #1 Hits, una recopilación de los sencillos de Presley que habían alcanzado el primer lugar de popularidad en los Estados Unidos. De último momento se decidió incluir en esta compilación la versión remezclada de A Little Less Conversation como la pista 31. El álbum fue publicado en octubre de 2002. También fue incluida en el relanzamiento de Radio JXL: A Broadcast from the Computer Hell Cabin, el tercer álbum de Junkie XL, el 10 de febrero de 2004.

### Lista de canciones
| Sencillo en CD |                                                      |          |  |
| N.º            | Título                                               | Duración |  |
| 1.             | «A Little Less Conversation» (Radio Edit Remix)      | 3:30     |  |
| 2.             | «A Little Less Conversation» (12" Extended Remix)    | 6:07     |  |
| 3.             | «A Little Less Conversation» (Elvis Presley Version) | 1:39     |  |

### Posicionamiento en listas
| Lista (2002)                       | Mejor posición |
| ---------------------------------- | -------------- |
| Alemania (Media Control AG)        | 8              |
| Australia (ARIA)                   | 1              |
| Austria (Ö3 Austria Top 40)        | 3              |
| Bélgica (Flandes) (Ultratop 50)    | 3              |
| Bélgica (Valonia) (Ultratop 50)    | 8              |
| Canadá (Canadian Singles Chart)    | 1              |
| Dinamarca (Tracklisten)            | 1              |
| España (AFYVE)                     | 2              |
| Estados Unidos (Billboard Hot 100) | 50             |
| Estados Unidos (Adult Pop Songs)   | 26             |
| Eurochart Hot 100                  | 2              |
| Finlandia (OFC)                    | 6              |
| Francia (SNEP)                     | 5              |
| Hungría (Rádiós Top 40)            | 1              |
| Hungría (Single Top 40)            | 1              |
| Irlanda (IRMA)                     | 1              |
| Italia (FIMI)                      | 3              |
| Japón (Oricon)                     | 18             |
| Países Bajos (Dutch Top 40)        | 2              |
| Nueva Zelanda (Recorded Music NZ)  | 1              |
| Noruega (VG-lista)                 | 1              |
| Reino Unido (UK Singles Chart)     | 1              |
| Rumania (Romanian Top 100)         | 2              |
| Suecia (Sverigetopplistan)         | 1              |
| Suiza (Schweizer Hitparade)        | 1              |

| País           | Organismo certificador | Certificación | Ventas  | Ref.   |
| -------------- | ---------------------- | ------------- | ------- | ------ |
| Australia      | ARIA                   | 2× Platino    | 140 000 | [ 28 ] |
| Austria        | IFPI Austria           | Oro           | 15 000  | [ 29 ] |
| Bélgica        | BEA                    | Oro           | 15 000  | [ 30 ] |
| Estados Unidos | RIAA                   | Oro           | 500 000 | [ 31 ] |
| Francia        | SNEP                   | Plata         | 125 000 | [ 32 ] |
| Nueva Zelanda  | RIANZ                  | Oro           | 7 500   | [ 33 ] |
| Noruega        | IFPI Noruega           | 2× Platino    | 20 000  | [ 34 ] |
| Reino Unido    | BPI                    | Platino       | 639 000 | [ 36 ] |
| Suecia         | GLF                    | Platino       | 30 000  | [ 37 ] |
| Suiza          | IFPI Suiza             | Platino       | 40 000  | [ 38 ] |

### Otras versiones
Existen tres versiones posteriores muy especiales en idioma español, la de la película Live a little y dos mixes interpretados por Marco T. un músico colombiano que empezó haciendo rockabilly en los 80's.